# Peter Raabe
Peter Raabe (Frankfurt (Oder), 27 november 1872 - Weimar, 12 april 1945) was een Duits dirigent en musicoloog.

## Leven

### Kapelmeester
Raabe was kapelmeester te Königsberg, Zwickau, Wuppertal, Amsterdam en München voor hij in 1907 de leiding van de Staatskapelle te Weimar op zich nam. Van 1920 tot 1934 was Raabe algemeen muziekdirecteur van het Stadttheater Aachen te Aken, van 1924 tot 1934 ook ere-professor aan de RWTH Aachen.
Raabes repertoire omvatte Weens klassiek werk, romantische muziek en eigentijds werk. Hij maakte propaganda voor Hugo Kaun en Richard Wetz.
Hij werkte samen met zijn zoon Felix Raabe die van 1946 tot 1953 ook algemeen muziekdirecteur te Aken was.

### Musicologie
Peter Raabe bestudeerde vanaf 1910 het werk van Franz Liszt. In 1931 schreef hij hierover een monografie in twee delen.

### Nationaalsocialisme
Raabe volgde in 1935 Richard Strauss op als voorzitter van de Reichsmusikkammer. In 1937 werd hij lid van de NSDAP. Raabe bewonderde Hitler als kunstmecenas en werkte samen met de nazi's.
Joseph Goebbels legde de vrijheid van de Reichsmusikkammer aan banden.
Hoewel Raabe geen antisemiet was, ondertekende hij 3000 ontslagbrieven van de niet-arische leden.
Op 15 april 1937 schreef hij aan Carl Stenzel, die met een Joodse getrouwd was:
"Gemäß § 10 der Durchführungsverordnung zum Reichskulturkammergesetz vom 1. November 1933 lehne ich Ihren, mir zur endgültigen Entscheidung vorgelegten Aufnahmeantrag ab, da Sie die nach der Reichskulturkammergesetzgebung erforderliche Eignung im Sinne der nationalsozialistischen Staatsführung nicht besitzen. Durch diese Entscheidung verlieren Sie mit sofortiger Wirkung das Recht der weiteren Berufsausübung".
Raabe bleef weg van de Reichsmusiktage in 1938 te Düsseldorf en bood zijn ontslag aan, maar dat werd geweigerd.
In zijn laatste jaren ging hij dikwijls naar Weimar terug. Het is onduidelijk, of hij aan een ziekte stierf dan wel zelfmoord pleegde.

## Publicaties
- Die Entstehungsgeschichte der ersten Orchesterwerke Liszts, 1916
- Franz Liszt, 2 Bände, 1931
- Die Musik im dritten Reich. Kulturpolitische Reden und Aufsätze, 1936
- Deutsche Meister. Reden von Peter Raabe, 1937
- Wege zu Weber, 1942
- Wege zu Liszt, 1943
- Wege zu Bruckner, 1944
- zahlreiche kleinere Aufsätze